# Chris Atkinson
Chris Atkinson (nascut el 30 de novembre de 1979 a New South Wales, Austràlia) és un corredor professional de ral·lis que participa en el Campionat Mundial de Ral·lis. Va començar a competir al WRC de la mà de Subaru, amb el co-pilot Glenn MacNeall. Al ral·li del Japó de 2005 va finalitzar tercer, la seva millor posició en un ral·li del WRC.
Al novembre del 2005, Subaru va anunciar que Atkinson tornaria a córrer per la marca la temporada següent, amb la nova versió del Subaru Impreza WRC.
Després de la temporada 2006, en la qual va demostrar que era molt ràpid, però no va obtenir bons resultats. Això va fer que Subaru li comuniqués que si continuava així es quedaria fora de l'equip.
Al començament del 2007, però, va esborrar tots els rumors i les crítiques sobre ell amb un magnífic quart lloc al mític ral·li Monte-Carlo.

## Palmarès
2005 - 12è al Campionat Mundial de Ral·lis
2004 - Segon, Campionat Australià de Ral·lis
2004 - Guanyador, Campionat de Ral·lis Àsia Pacífic categoria Súper 1600.
2003 - Guanyador, Campionat de Ral·lis Àsia Pacífic categoria Súper 1600.
2002 - Guanyador, Campionat Australià de Ral·lis en categoria privada.